# 오지 오스본
존 마이클 "오지" 오스본(영어: John Michael "Ozzy" Osbourne 오지 오즈번[*], 1948년 12월 3일 ~ 2025년 7월 22일)은 잉글랜드 버밍엄 애스턴 출신이며 헤비 메탈 밴드 블랙 사바스의 리드 보컬이다.

## 유년기
오스본은 잉글랜드의 버밍엄시의 지역인 애쉬튼에서 태어났다, 그곳에서 그는 유년기의 대부분을 보냈다. 알려진 바에 따르면 오스본은 학습 장애로 인하여 고통을 받았으며 (난독증이라고 주장함) 이로 인하여 학교 생활이 매우 어려웠다.
그 후 오지 오스본은 이전 학교친구인 토니 아이오미와 밴드를 결성하기로 하고 리드 싱어를 위한 오디션을 본다. 당시는 사이키델릭 록이 매우 인기있었던 때이다. 밴드와 자신들만의 특별한 아이덴티티를 구축하기 위해 아이오미와 그의 동료들은 묵직한 블루스에서 영감을 얻고 침울한 가사로 꾸며진 유형의 음악을 연주하기로 결정한다. 당시에 고려된 밴드명은 Polka Tulk와 Earth 등이 있다. 어느 날 리허설 중, 밴드는 한 극장 앞에 사람들이 줄을 서는 것을 발견하였는데 그 곳에서는 공포영화가 상영되고 있었고, 베이시스트인 기저 버틀러가 흥미롭게도 사람들은 공포를 즐기는 것을 알게 되었다. 사람들이 보려고 기다리고 있던 영화는 마리오 바바가 감독한 '검은 안식일'이었다. 오스본에게 빌린 초자연 비술 서적을 읽은 후, 버틀러는 침대의 끝에 어두운 형체가 있는 꿈을 꾸었다. 그 후, 버틀러는 밴드의 초기 노래 중 하나인 "Black Sabbath"의 가사를 어두운 분위기에 맞게 작성하였다. 이 곡은 이후 밴드의 커리어에서 밴드의 주요 스타일로 자리잡게 되는 노래의 초석이었다.

## 블랙 사바스
미국 레코드 레이블인 워너 브라더스 레코드로부터의 적은 투자에도 불구하고, 블랙 사바스는 지속적인 성공을 거두게 된다. 토니 아이오미의 기타 리프와 기저 버틀러의 가사, 그리고 오지 오스본의 음침한 보컬이 더해진 그들의 데뷔앨범 Black Sabbath와 Paranoid 같은 초기의 음반들은 대량으로 판매가 되었으며 공중파를 타게 된다.

## 초기 솔로 활동
1979년, 오스본은 블랙 사바스에서 해고되었는데 주 이유는 마약 문제로 인한 신뢰성 부족이었다. 그는 레인보우의 보컬이었던 로니 제임스 디오에 의해 교체된다.
1970년대 후반에, 네크로맨더스라는 밴드가 오지 오스본과 리허설을 하였고 짧게나마 그의 Blizzard of Ozz 솔로 프로젝트의 첫 화신이 되었다. 더 오지 오스본 밴드(The Ozzy Osbourne Band)는 더 블리자드 오브 오즈(The Blizzard of Ozz)로 시작을 하였고, 오스본의 새 매니저이자 그의 부인인 샤론 오스본에 의하여 구성되었다. 밴드의 첫 라인업은 드러머 리 커슬레이크 (유라이어 힙 출신), 베이시스트/작사가 밥 데이즐리 (레인보우 출신), 및 기타리스트 랜디 로즈 (콰이엇 라이엇 출신) 을 내세웠다. 음반 회사는 이후 음반의 제목을 Blizzard of Ozz라고 하고 크레딧을 단순히 오스본의 이름하에 올려버렸다. 데이즐리와 로즈가 대부분의 곡을 썼으며, 오지는 그의 첫 솔로 활동에서 헤비 메탈 팬들에게 잘 팔린 데뷔 앨범으로 상당한 성공을 거두게 된다. 두 번째 앨범 Diary of a Madman 은 더 많은 밥 데이즐리의 작곡과 랜디 로즈의 기타 연주를 내세우게 된다. 랜디 로즈는 2003년 롤링 스톤에서 역사상 가장 훌륭한 기타리스트 중 85위에 오르게 된다.
1982년 3월, 플로리다주에서 차기 앨범 Diary of a Madman 투어를 하던 도중, 뉴욕 시의 매디슨 스퀘어 카든에서 연주를 하기 바로 일주일 전에 주인의 허락을 받지 않고 기타리스트 랜디 로즈를 태우고 이륙한 경비행기가 밴드의 투어 버스 위로 저공 비행을 하던 도중 불시착하게 된다. 이 사고로 비행기의 좌측 날개가 버스를 치고 나무를 들이받아 마지막에는 근처의 한 가옥에 충돌하며, 로즈와 조종사, 앤드루 애이콕(Andrew Aycock)과 밴드의 두발관리사 레이첼 영블러드(Rachel Youngblood) 가 죽게 된다. 부검에서 애이콕의 소변에서 코카인이 발견되었다. 그의 절친한 친구이자 밴드 동료의 죽음을 알게 된 오스본은 다시 한 번 깊은 우울증에 빠지게 된다. 음반 회사는 오스본에게 그의 사망한 밴드 멤버를 기리기 위하여 휴식기를 갖는 것을 허용하였으나, 오지는 단 일주일 동안 휴식을 가졌다
길란의 전 기타리스트 버니 토르메가 투어에서 처음으로 랜디를 잠깐 교체하였다. 그러나 토르메는 밴드의 노래들을 단기간에 최대한 빠르게 배워야 한다는 압박감과 팬들 사이에 랜디 로즈를 추모하는 분위기가 돌고 있었기 때문에 무대에서 서는 것을 탐탁치 않아 했다. 그가 밴드에 머무르는 기간은 한 달이 채 되지 않았다.
한 호텔 방에서 기타리스트를 뽑는 오디션 중, 오지는 브래드 길리스를 다음 기타리스트로 영입한다. 투어 도중 뉴욕시의 리츠에서 녹음된 1982년 실황 앨범 Speak of the Devil이 발매된다. 이후에 오스본이 로즈와의 관계를 언급한 라이브 트리뷰트 앨범이 출시된다. 이 앨범은 또한 랜디가 만든 스튜디오 곡을 담고 있는데, 이는 스튜디오의 녹음과정을 담은 것이며 로즈의 어머니를 기리는 "Dee"라는 노래다.
또한, Total Guitar Magazine 과의 최근 인터뷰에서 오지는 랜디 로즈에 관하여 할 말이 있냐는 질문을 받자, 그는 다음과 같이 대답한다: "나는 랜디가 그 비행기에 올라타는 것을 막지 못한 것을 제외하고는 그 어떤 후회도 없다."

## 중반기
1980년대와 1990년대에 오스본의 경력은 두 개의 측면에 집중되었다: 로즈 없이 지속적으로 음악을 만드는 것과 맑은 정신을 유지하는 것이었다. 1981년 콘서트들은 실황 앨범을 염두에 두고 녹음되었다. Speak of the Devil이라고 명명된 앨범은, 영국에서는 Talk of the Devil라고 알려졌으며, 원래 오스본의 솔로 작품들이 주를 이룬 1981년의 실황 녹음들로 이루어지도록 계획되었다. 블랙 사바스 역시 "Live Evil"라는 제목의 실황 앨범을 출시할 것이라는 뉴스를 접하고 오스본과 샤론은 블랙 사바스의 앨범에 선제 공격을 하기로 결정하였고 이 앨범은 전체가 블랙 사바스 커버 곡들로 이루어지게 되어버렸으며 길리스, 베이시스트 루디 사르조, 드러머 토미 알드리지와 함께 녹음되었다. 브래드 길리스는 자신이 어떻게 오지를 위해 연주하게 되었는가를 언급한 Guitar Player 인터뷰에서 이 실황 앨범에 대하여 언급을 하고 밴드의 모든 이들이 몇몇 부분을 새로이 작업하고 싶어 했으나 기회가 주어지지 않았다고 했다. Speak of the Devil 은 음악적으로 내버려졌다. 오지는 이후 ("Tribute"의 표지 안쪽에서) 다음과 같이 언급하고 있다. "나는 그 앨범에 관하여 아예 신경조차도 쓰지 않는다. 그냥 단순한 엉터리 사바쓰 커버곡 모음일 뿐이다 (I don't give a fuck about that album. It was just a bunch of bullshit Sabbath covers.)" 그는 또한 음반 회사가 새 앨범을 원하였고 자신은 로즈와의 실황 연주의 테잎을 출시하는 것을 원하지 않았으며, 이는 곧 로즈의 기억에 불명예스러운 짓을 하는 것이라고 믿었다고 말했다.
1982년, 오스본은 마돈나가 백킹 보컬로 참여한 Was (Not Was)의 팝 댄스 곡 "Shake Your Head (Let's Go to Bed)"의 게스트 보컬리스트였다. 오스본의 트랙은 1990년대 초반 유럽에서 Was (Not Was)의 히트곡 모음 앨범에서 다시 믹스되었고 재출시되었으며 UK 팝 차트에서 성공을 거두었다. 마돈나는 그녀의 보컬이 이 히트 앨범에서 복원되는 것을 원하지 않아서 킴 베이싱어가 오스본의 리드를 받쳐주기 위하여 추가되었다.
제이크 E. 리는, 이전 랫과 러프 컷의 멤버였으며, 토르메 혹은 길리스보다 더 성공적인 신참 기타리스트였고 1983년의 Bark at the Moon를 녹음하였다 (이 앨범은 밥 데이즐리와 공동으로 작곡했으며 토미 알드리지와 이전 레인보우 키보드 플레이어 돈 에이리를 내세우고 있다). 1986년의 The Ultimate Sin 앨범이 뒤를 이었고(베이시스트 필 수잔과 드러머 랜디 카스틸로가 동참), 이 두 앨범에 대한 순회공연도 계속되었다.
1986년 후반, 오지는 북미에서 연이어 일어난 소송에서 첫 목표가 되었으며, 그의 노래 "Suicide Solution" 가 2명의 미국 청소년들이 자살을 하도록 충동하였다는 주장이었고 이는 노래가 지닌 "잠재의식에 강한 영향을 주는 가사" 때문이라는 주장이었다. 판결은 오스본에게 유리하게 나왔으며 근본적으로 오스본에게 청취자의 행동에 대한 책임을 물을 수 없다고 판결이 났다. 또한 소송에 도움이 되었던 것은 그 노래가 명백히 알코올 과용에 대한 것이었고 '자살 용액'은 말장난이었다는 점이었다. 그 후, 오스본은 공개석상에서 "Suicide Solution" 을 그의 친구이자 , AC/DC의 리드 싱어였으며 알코올 남용으로 사망한 본 스콧에 관한 이야기를 쓴 노래라는 사실을 인정하였고, 용액(solution)은 문제의 해결책(solution)이자 동시에 화학용액을 의미하기도 한다는 점을 이야기하였다. 그러나 밥 데이즐리는 자신이 이 노래를 썼다고 했으며 이 노래는 오스본의 약물 남용과의 전쟁에 대한 염려를 나타낸 것이라고 하였다.
리와 오스본은 1987년에 알려진 바에 따르면 음악적 차이로 인하여 결별하였다. 오스본은 계속하여 약물 의존으로 고생하였고 로즈 사망 5주기를 1981년의 실황 녹음으로 수년간 발매되지 않았던 트리뷰트 앨범으로 기념하게 된다. 1988년 오지는 The Decline of Western Civilization II: The Metal Years에 출현하고 감독인 페넬로페 스피리스에게 "맨 정신으로 하는 건 싫다" 라고 말한다. 그 와중에 오스본은 오늘날까지 로즈 대신 들어올 멤버로, 이후 가장 오랜 기간 버티게 될 멤버를 발견한다. 그는 뉴저지주에 있는 주유소에서 잭 와일드를 발견한 것이다. 와일드는 오스본의 1988년 작품, No Rest for the Wicked를 위해 선발되었고 이 앨범에서는 카스티요가 드럼을 맡았고 데이즐리가 다시 한 번 공동 작곡 및 베이스 연주를 맡기 위하여 돌아옸다. 이후의 순회공연에서는 오스본이 블랙 사바스 밴드의 멤버인 기저 버틀러를 베이시스트에 고용했고 이 라인업으로 구성된 실황 EP 앨범 Just Say Ozzy가 2년 후 출시되었다. 기저는 이후 4개의 투어에서도 오지와 계속 순회 공연을 하였고 이 기간 동안 그는 무대에서 비중이 큰 존재였으며 루디 사르조 이후 누구보다 더 강렬한 연주를 하였다. 1989년 오지 오스본은 Moscow Music Peace Festival의 일부를 맡아 공연을 하였다.

## 음반 목록
| - Blizzard of Ozz (1980년) - Diary of a Madman (1981년) - Bark at the Moon (1983년) - The Ultimate Sin (1986년) - No Rest for the Wicked (1988년) - No More Tears (1991년) - Ozzmosis (1995년) - Down to Earth (2001년) - Under Cover (2005년) - Black Rain (2007년) - Scream (2010년) - Ordinary Man (2020년) - Patient Number 9 (2022년) | - Black Sabbath (1970년) - Paranoid (1970년) - Master of Reality (1971년) - Vol. 4 (1972년) - Sabbath Bloody Sabbath (1973년) - Sabotage (1975년) - Technical Ecstasy (1976년) - Never Say Die! (1978년) - 13 (2013년) |

## 출연 작품
- 트롤: 월드 투어 (2020) - 트라쉬 왕 역 (목소리)